# نعمة قازان
نعمة قازان (1907 - 22 سبتمبر 1979) هو شاعر لبناني مهجري عاش في البرازيل وأحد أعضاء العصبة الأندلسية وهي رابطة أدبية تعنى بالأدب العربي في البرازيل. وقد كتب الشعر الفصيح والشعر العامي واستعمل في بداية مسيرته لقبي «بدوي البقاع» للفصيح و«فرخ النسر» للعامي. وكتب ديواني شعر «معلقة الأرز» و«المحراث». يتميز شعره بالشاعرية وبطابعه الفلسفي وبالروحانية وبالبساطة في الأسلوب وبعدم الالتزام في بعض المرات بالأوزان الشعرية التقليدية. تطرّق في شعره لمواضيع الحنين إلى القرية والأم والوطن ومآسي الغربة والثورة على الجمود.

## النشأة والمسيرة
ولد نعمة قازان في بلدة جديتا في البقاع بلبنان ودرس في «الكلية الوطنية في الشويفات» (اسمها الآن مدرسة الشويفات الدولية) وحصل منها على شهادة الثانوية العامة في 1926. وهاجر في 1927 إلى ريو دي جانيرو وكانت عاصمة البرازيل في ذلك الوقت والتحق بالعمل مع أخيه الذي هاجر قبله والذي أسس مع سليم رزق مصنعا للأحذية هناك إسمه «أحذية غاندي» أنتج أحذية ذات جودة عالية. وبعد عدة سنوات اُغلق المصنع وتفرّغ نعمة قازان لنظم الشعر. وقرض الشعر الفصيح والشعر العامي، وقبل سن العشرين وقّع شعره الفصيح بلقب «بدوي البقاع» وشعره العامي بلقب «فرخ النسر». ونشر في 1937 ديوان «معلقة الأرز» في البرازيل وهي قصيدة مطوّلة وأصدر في 1964 ديوانه الثاني «المحراث» في بيروت والذي تضمّن بعضا من قصائده من 1938 إلى 1960. وترجمت قصيدته «أنا الدنيا» إلى كثير من اللغات. وتوفي في 22 سبتمبر 1979 في البرازيل بعد غربة امتدت دون انقطاع لـ52 سنة.
وصف جورج صيدح في كتابه «أدبنا وادباؤنا في المهاجر الأميركية» شعره ب«شاعرية فياضة مطبوعة وعن تفكير عميق مستنير يطوع القوافي بمقدرة عجيبة، ولكنه يتخطى الشعر إلى الفلسفة الجافة حينا، ولا يوضح الفكرة في شكل ناصع أحيانا» وينميز شعره أيضا بالبساطة في الأسلوب. أثار ديوانه «معلقة الأرز» ضجة لدى عدد كبير من الأدباء والنقاد وأثّر في الأدب المهجري خاصة والأدب العربي عامة وأعجب بالديوان عدد كبير من الأدباء في العالم العربي وفي الغرب وقاموا بترجمته إلى لغاتهم. اتسم شعره بعد «معلقة الأرز» بصبغته الروحانية والصوفية. ونجد أثرا للمسيح في شعره الروحاني. والتزم في ديوان «المحراث» برويّ واحد في كل قصيدة وينقسم إلى بابين حسب المرحلة الزمنية حيث يضم الباب الأول شعره من 1938 إلى 1948 ويحوي الباب الثاني قصائده من 1949 إلى 1960. يصف في الباب الأول الأشياء الخارجية أمّا في الباب الثاني فإنه يتوغل في النفس ويحاول أن يفهم العالم من خلال التجربة المسيحية وقد بدأ أغلبية قصائد الباب الثاني بمقولات من الإنجيل. ويقول وليم صعب أن المعلقة تحوي آراء الشاعر في الحياة والكون والفن. وقاوم الداعين للجمود عبر البيت الذي افتتح به المعلقة والذي تكرر عدة مرات في القصيدة المطولة والذي يقول فيه:
 
"وقفتم ببابي ولم تدخلو... فماذا تريدون يا إخوتي؟

وبعد ذلك دعا الشاعر إلى الثورة على القيود الشعرية وعبّر عن حنينه لأمه ولوطنه.
ونذكر من قصائده العامية قصيدته الطويلة «ابن الضيعة» التي تتحدث عن هجرة الشاعر من قريته إلى بلاد المهجر الأمريكي. وعبّر في قصيدته عن المعاناة في الغربة وعن حنينه لأمه ولقريته. وتتميز القصيدة بعدم التكلف في ألفاظها.

## الحياة الشخصية
تزوج «حياة رزق» وهي الابنة الوحيدة لسليم رزق شريكه في مصنع الأحذية.

## أعماله
- معلقة الأرز، البرازيل، 1937
- المحراث، بيروت، 1964